# 足利政知
足利 政知（あしかが まさとも）は、室町時代後期の武将。足利将軍家の一族で、初代堀越公方である。室町幕府の第6代将軍・足利義教の四男。第7代将軍・足利義勝の異母弟で、第8代将軍・足利義政と足利義視の異母兄にあたる。第11代将軍・足利義澄の父であり、以後の将軍は政知の家系から続いた。
足利成氏が享徳の乱を起こし、鎌倉から古河へ拠点を移して古河公方と称されると、政知はその討伐ために幕府公認の鎌倉公方として下向するが、享徳の乱による関東の混乱および幕府権力の衰退と上杉氏の内紛などで鎌倉に入れず、手前の伊豆の堀越に留まった。このため、堀越公方と称される。

## 生涯

### 関東下向
永享7年（1435年）7月12日、6代将軍・足利義教の四男（庶子）として生まれる。母は幕府奉公衆・斎藤朝日の妹。異母弟の義政より年上であるが、弟として扱われることがあるのは、義政の母が足利将軍家と代々婚姻を結んでいた公家の日野家出身であったためとされる。幼少期から僧として育てられ、清久（せいきゅう）と名乗り、天龍寺香厳院主となった。
長禄元年（1457年）7月、幕府は享徳の乱における状況打開のため、清久を「関東主君」、つまり正式な鎌倉公方と決定した。これは、幕府と敵対状態にあった古河公方（鎌倉公方）・足利成氏に対して、上杉氏が成氏に代わる鎌倉公方の派遣を幕府に要請したことによるものであった。
12月19日、清久は義政の命により還俗し、この際に義政からの偏諱を受けて、政知と名乗った。
12月24日、政知は京都を出立し、近江園城寺に入った。政知がなかなか関東に下向しなかった理由としては、下向の時期が整っていなかったという判断があったと考えられる。
長禄2年（1458年）5月25日（6月8日とも）、政知は幕府から「天子御旗」を渡され、関東へ下向した。政知は下向に際し、義政から関東における御料所（鎌倉公方の直轄領）、新闕所の処分権（敵方の所領を処分して味方に与える権利）、寺社領の安堵権、兵糧料所の管理権も認められた。政知はまた、奉行人の布施為基や朝日教貞（教忠）、朝日教清、富永持資らを連れて下向した。さらに、関東執事の渋川義鏡や上杉教朝らが補佐役とされた。
だが、政知は幕府公認の鎌倉公方として派遣されたものの、成氏の勢力が強大なために鎌倉に入ることができず、伊豆に逗留した。政知が伊豆に到着したのは、5月25日以降から8月13日までの間と考えられている。政知は伊豆の政治的中心地であった奈古屋の国清寺に入り、のちに北条内堀越に堀越御所を構えたため、「堀越公方」と呼ばれるようになった。
義政は政知の派遣と前後して、奥羽・甲斐・信濃など関東周辺の大名・国人衆に出陣を命令、政知を中心とした大規模な成氏討伐計画を進めていたが、関東出兵を命じられていた越前・尾張・遠江守護斯波義敏が義政の命令に従わず、内紛（長禄合戦）鎮圧のため越前に向かい、翌長禄3年（1459年）5月に義政の怒りを買い更迭されたため斯波軍の出陣は中止、10月の太田庄の戦いで関東の幕府軍が成氏軍に敗北したため、成氏討伐計画が失敗したばかりか諸大名の信用も失い、政知は自前の軍事力がない中途半端な状態のまま伊豆に留め置かれることになった。

### 堀越公方としての活動
長禄4年（寛正元年、1460年）1月1日、鎌倉に派遣されていた駿河守護・今川範忠が帰国すると、4月に政知の陣所である国清寺が成氏方に焼き討ちされる事態になり、5月以降に政知は堀越へ本拠を移し、円成寺を接収する形で堀越御所を構えた。
政知は成氏討伐どころか自らの命さえ危うい状況であり、使者を京都へ向かわせ幕府と対応を協議し、8月に斯波氏の家臣である朝倉孝景・甲斐敏光が派遣され軍事力の目処は立った。しかし、政知が斯波軍の兵力を背景に鎌倉へ移ろうとすると、8月22日に義政に制止された。これは幕府が関東の幕府方勢力である上杉氏と堀越府が結びつき、堀越府が自立することを恐れて、幕府の統制下でつなぎ止めようとしたからであり、軍事指揮権も政知ではなく幕府が掌握し、政知の頭越しに関東諸侯に命令していたため、政知に実権は全くなかった。
寛正2年（1461年）8月2日、義政の命令で斯波氏の家督交代が行われ、義敏の子・松王丸が出家、代わりに渋川義鏡の子・義廉が斯波氏当主となり、10月16日に朝倉孝景・甲斐敏光と共に義政と対面、正式に当主となった。この義政の行動は、幕府統制を継続させる代わりに堀越府の軍事力を強化するためであり、政知の執事・義鏡が斯波氏当主の父という関係を築き、斯波軍を堀越府の直轄に置こうとする処置からであった。だが、寛正2年から政知の家臣が勝手に鎌倉や相模国人の所領に入部しようとしたり、扇谷上杉家家宰の太田道真が隠居、政知のもう1人の補佐役・上杉教朝が原因不明の自殺を遂げるなど、関東幕府方が不穏な動きを見せ始める。
寛正3年（1462年）3月、政知が義鏡の讒言を信じ、扇谷上杉家当主の上杉持朝の反逆を義政に通報したため、上杉氏内部で政知擁立に異論が出され、政知は持朝の相模守護職を停止させ相模を接収したが、12月に義政が政知に持朝の保護を命令、持朝の重臣三浦時高・千葉実胤らが隠居する騒ぎに発展した。ここに至り、義政は自ら調停に乗り出し、持朝ら扇谷上杉家の地位を保障する一方、政争を引き起こした義鏡を堀越府から追放して事態を収拾させたたが、政知は結果的に自ら鎌倉入りの可能性を閉ざし、義鏡が失脚したため、斯波軍の編成も失敗に終わった。
以後は上杉政憲（教朝の子）が新たな関東執事として活動し、政知も政憲と共に上杉氏など関東諸侯との関係修復に努め、寛正6年（1465年）に成氏が再び攻撃して来た時は、政憲を前線の五十子陣へ派遣している。また、政知は義鏡の失脚で斯波氏の合力が期待できなくなったため、代わりに東駿河の国人衆との結びつきを強め、文明3年（1471年）に堀越御所を襲撃した成氏を上杉軍の加勢で撃破、成氏の本拠地・古河城を攻め落としたが、翌4年（1472年）に成氏が復帰したため、振り出しに戻った。
文明8年（1476年）2月、駿河守護・今川義忠が戦死し、今川氏でお家騒動が起こると、政知は政憲を駿河へ派遣して、扇谷上杉家の家宰・太田道灌と共に介入した。調停の結果、9月に義忠の従兄弟・小鹿範満が義忠の子・龍王丸（後の今川氏親）が成人するまで家督を代行することで和談した。ただし、実際のところは範満が当主となることで決着したとの見方もある。その後、道灌は堀越御所に参向して、政知に事態が解決したことを報告し、10月に武蔵の江戸城に帰還した。
この最中に山内上杉家の重臣・長尾景春が反乱を起こし（長尾景春の乱）、駿河から帰還した太田道灌が反乱を鎮めている最中、成氏が景春方に味方して参戦、危機に陥った両上杉氏は和睦を考えるようになり、文明10年（1478年）1月に成氏と幕府との和睦の仲介を約束して、成氏と和睦した。
文明11年（1479年）12月21日、義政から御教書が出され、今川氏の当主として範満が存在しているにもかかわらず、龍王丸が義忠の後継者として認められた。政知は義政の判断を認めたが、その背景には両上杉氏が成氏と和睦したことで、これに反発した政知が範満への支援を停止した可能性があり、今川氏の当主は龍王丸でも範満でもどちらでもよいという考えに至ったとする見方がある。あるいは、堀越公方の勢力が駿河の駿東郡にまで及び、範満の勢力と衝突していた可能性もあり、政知には範満と対立する積極的な理由があったとする見方もある。
また、同年までに政知が幕府の最有力者である管領・細川政元と連携するようになっていたことも、義政の判断を支持する理由に至ったと考えられる。政知と政元との連携は、政知と義政の協調にもつながり、ひいては範満の支援を停止することになったと推測される。その前後より、政知の執事・上杉政憲の弟である一色政熙・政具父子が、義政や将軍・義尚の側近になっていることからも、義政との協調強化がうかがえ、政知と範満が疎遠になっていた状況が推測できる。
文明14年11月27日（1483年1月6日）、幕府と成氏ら古河公方との間に都鄙和睦が成立して、享徳の乱は終結した。和睦に至るまで、政知は成氏ら古河公方勢力と二十余年にわたる抗争を繰り広げたが、幕府が応仁の乱の最中であったため満足な軍事力を付与してもらうことができず、関東一円を制することは叶わなかった。最終的に堀越公方は和睦で伊豆一国のみの支配者となり、政知は和睦を進めた政憲とそれに同調した伊豆国人衆に不満を抱くようになった。

### 晩年
和睦成立後、政知は細川政元との連携によって、円満院（武者小路隆光の娘）との間に生まれた次男の清晃（後の足利義澄）を次期将軍にすべく、 長享元年（1487年）3月に天龍寺香厳院に入寺させるために上洛させた。すでにこの頃、将軍・義尚が病弱なことで後継問題が取りざたされており、清晃はその有力な候補であった。
またこの頃、政知は長男の茶々丸を廃嫡して幽閉し、三男で清晃の同母弟・潤童子を後継者に定め、廃嫡を諌めた上杉政憲を自害させた。
同年11月、政憲によって今川氏の当主として擁立された小鹿範満が、龍王丸の叔父・伊勢盛時 （宗瑞、北条早雲）に滅ぼされる事件が起こったものの、政知はこれを黙認している。このとき、堀越公方の勢力が駿河の駿東郡に及んでいたと推測されることから、政知と龍王丸は連携関係にあったとみられる。また、盛時は駿河在国中に政知の奉公衆となって、伊豆の田中郷と桑原郷を所領として与えられたようであり、盛時による範満追討や、その後の龍王丸による駿河領国化は、政知の了解のもと、連携して行われたと考えられる。
延徳元年（1489年）3月、将軍・義尚が死去し、翌2年に前将軍・義政も死去すると、清晃を新将軍に擁立する動きが見えた。だが、新将軍となったのは清晃ではなく、政知の弟である義視の嫡子・義材（義稙）であった。
延徳3年（1491年）1月、義材を後見する義視が死去すると、政知と細川政元は清晃の擁立に動き始めた。なお、伊勢盛時は義材の将軍就任後に帰京したとされ、同年5月に義材の申次衆となったが、清晃を新将軍に画策していた政知の奉公衆でもあったことから、その目的達成のため、あえて義材に近侍したとする見方がある。
政知の一連の動きは、管領・細川政元（清晃兄弟の母方の従兄弟・聡明丸を猶子に迎えていた）や政所執事・伊勢貞宗（龍王丸の母・北川殿と盛時姉弟の同族で従兄とされる）と協力して、義材を廃し、清晃を次の将軍に、潤童子を堀越公方として、成氏討伐を再開させる狙いがあった。これらはいずれも、政元との連携によるものであった。
4月3日、政知は病により、伊豆で死去した。享年57。政知の死により、伊豆やその周辺諸国の情勢は大きく変化することになった。

### 没後
政知の死後、円満院が家政を差配し、潤童子による家督継承が図られた。だが、7月1日に茶々丸が潤童子と円満院を殺害して、新たな堀越公方になった。
だが、茶々丸の行動は全ての堀越公方家臣から賛同を得たわけではなく、茶々丸が讒言で家臣らを成敗するなどしたため、旧政知派との抗争が起き、伊豆国内は争乱状態となった。また、このクーデターを受けて、8月に伊勢盛時が京都から駿河に下向しているが、それは堀越公方の勢力が駿河の駿東郡に及んでいたとされることから、今川氏の領国維持のためであったと考えられる。
明応2年（1493年）4月、政元が明応の政変で義材を廃して、清晃を将軍に擁立すると、清晃は義澄と改名し、盛時に生母と実弟を殺害した茶々丸の討伐を命じた。これにより、盛時が伊豆に侵入し、茶々丸は堀越御所から放逐された（伊豆討ち入り）。茶々丸は数年抵抗をつづけるも、やがて伊勢方に敗れて自害した。
結果として、堀越公方はわずか2代（実質的には1代）で終わったが、その後の室町幕府の将軍は（義稙の再任を除き）全て義澄の子孫が就任している。

## 官歴
※日付＝旧暦
- 長禄元年（1457年）12月19日、堀越公方就任。同日還俗し、政知を名乗る。従五位下に叙し、左馬頭に任官。
- 文明2年（1470年）11月26日、従四位下に昇叙する。
- 文明7年（1475年）9月9日、従三位に昇叙。左兵衛督（着任時期不詳）如元。
- 文明17年（1485年）、左兵衛督を辞任。

## 墓所
- 墓所は静岡県三島市の宝鏡院内の足利義詮塚の傍らにある。